# 熊野神社 (鎌倉市)
熊野神社（くまのじんじゃ）は、神奈川県鎌倉市にある神社である。

## 熊野神社とは
熊野神社とは、熊野三山（熊野本宮大社、熊野速玉大社、熊野那智大社）から勧請された神社を指す。
有史以前からの自然信仰の聖地であった熊野（紀伊国牟婁郡）に成立した熊野三山は、平安時代末期から鎌倉時代初期にかけての中世熊野詣における皇族・貴紳の参詣によって、信仰と制度の上での確立をみた。しかしながら、中世熊野詣を担った京からの参詣者は、後鳥羽上皇をはじめとする京都の皇族・貴族と上皇陣営に加勢した熊野別当家が承久の乱において没落したことによって、歴史の表舞台から退き、かわって、東国の武士や有力農民が前面に出てくるようになる。
こうした一般の参詣者とそれに伴う収入に経営の基盤を求めた13世紀半ば以降の熊野三山は、全国に信仰を広め、参詣者を募るため、山伏や熊野比丘尼を各地に送り、熊野権現の神徳を説いた。この過程で、全国に数多くの熊野神社、すなわち熊野三山から勧請された神社が成立した。
本項ではそうした熊野神社のうち、神奈川県鎌倉市に所在する神社群について扱う。

## 鎌倉市の熊野神社
鎌倉市内の熊野神社および熊野神社と同系統の神社は4社ある。大船地区にある熊野神社については、社史や祭神からすると上記の定義に合致しないが、参考として取り上げる。

### 熊野神社 (手広)
手広の鎮守社。かつては青蓮寺支院の寶積院が別当として管理運営にあたっており、如意輪観音を本地仏としたという。しかしながら、寶積院が廃寺となったために史料が散逸し、くわしい社歴は詳らかではない。
今日に伝わる数少ない史料は、社蔵の棟札で、慶安元年（1648年）、万治元年（1658年）、天明8年（1788年）の3度にわたって、在地の領主が造修に当たった旨が記されている。

#### 交通機関

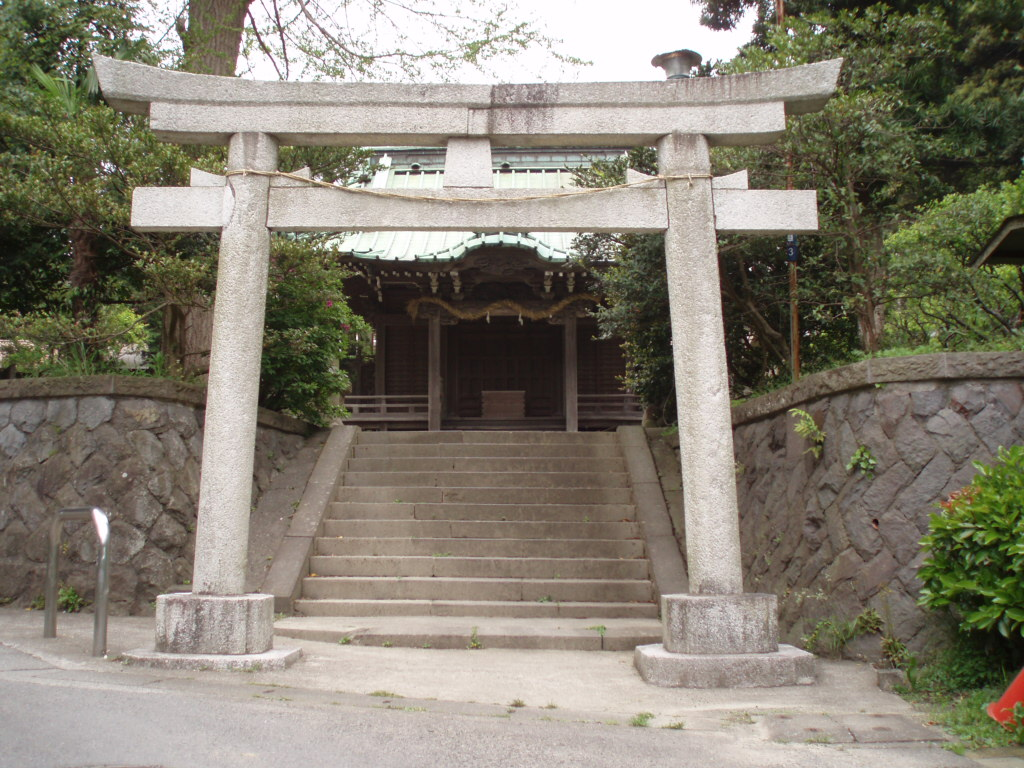
鳥居
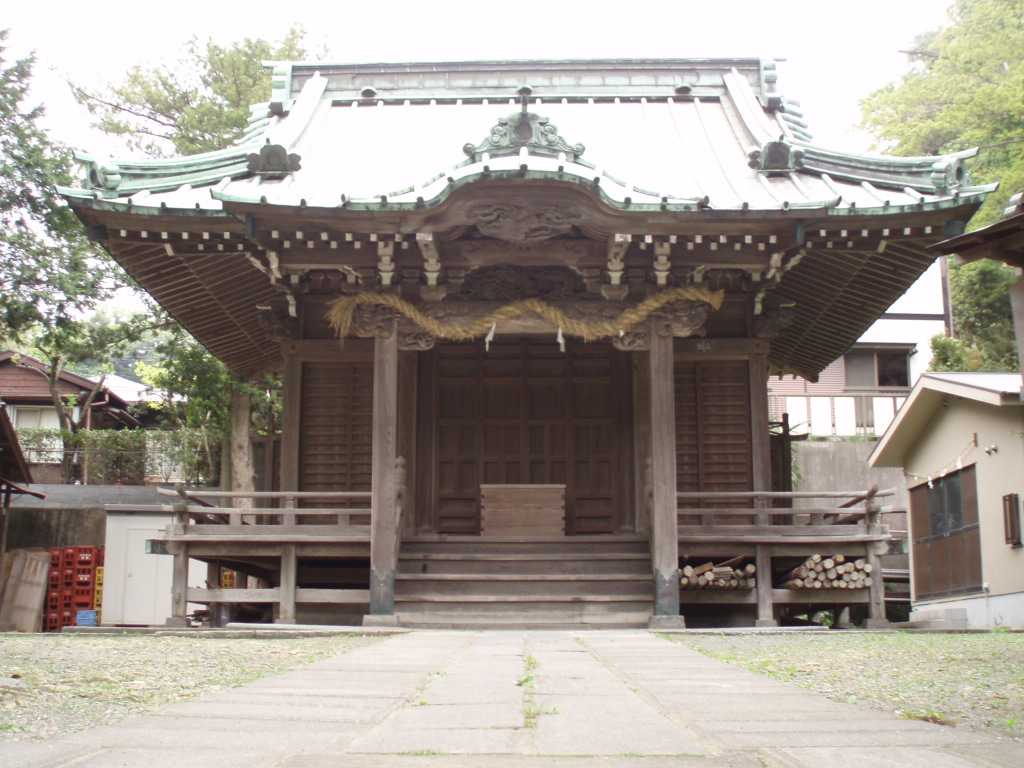
社殿

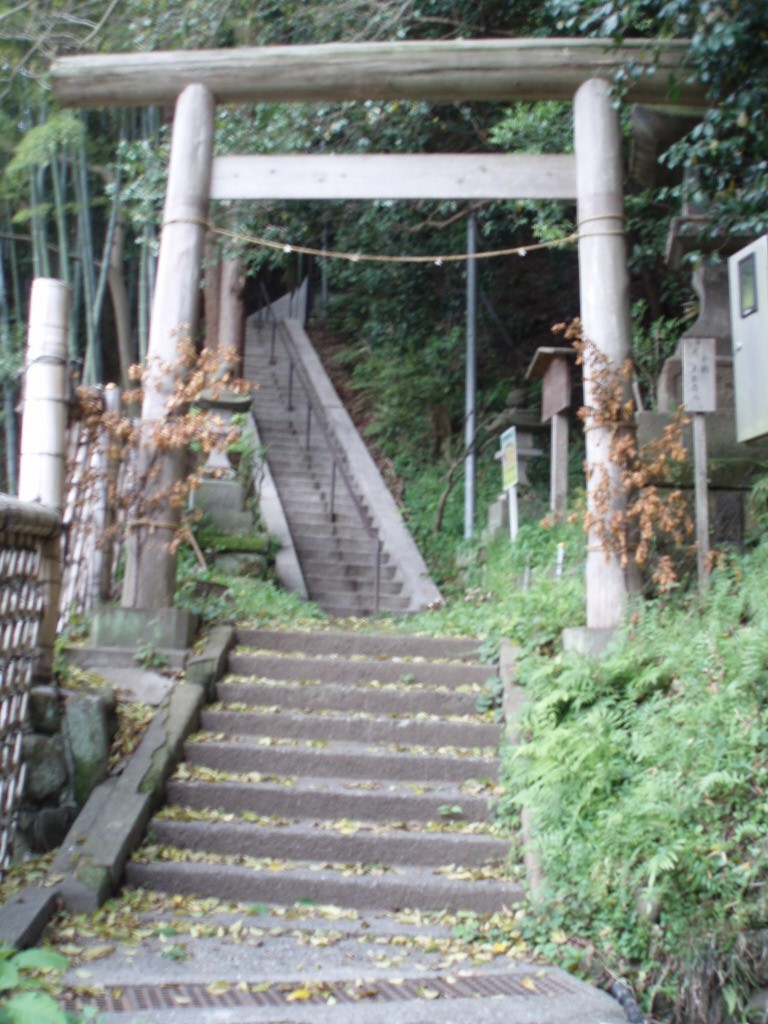
参道入り口
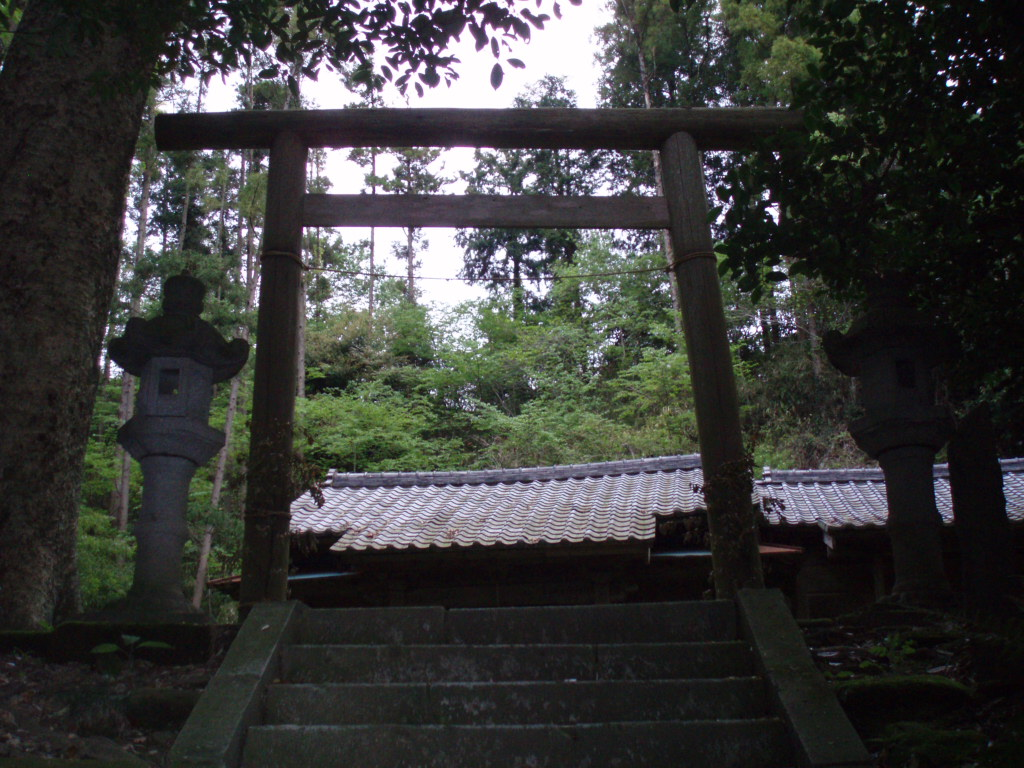
参道から境内をのぞむ
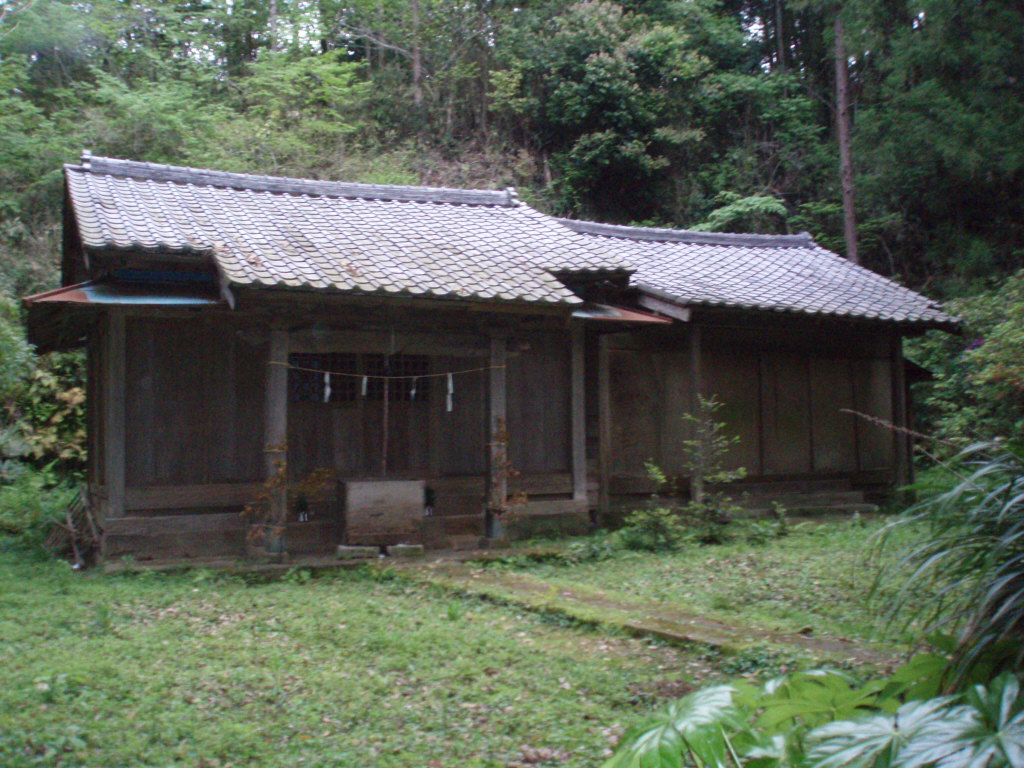
社殿

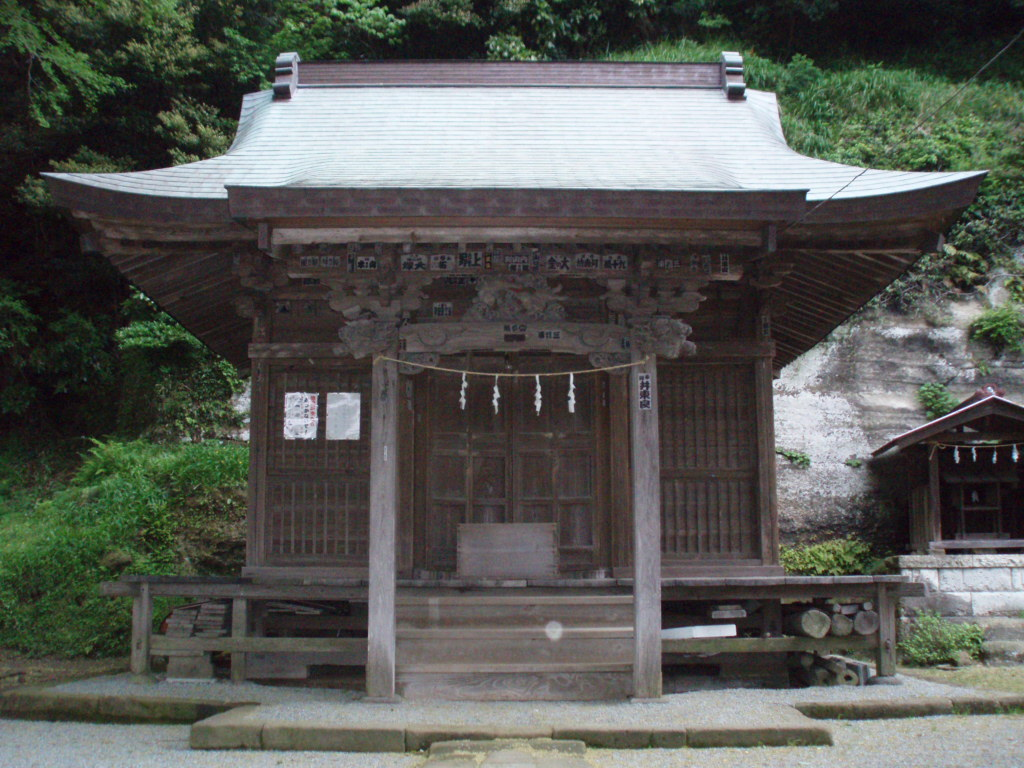
社殿
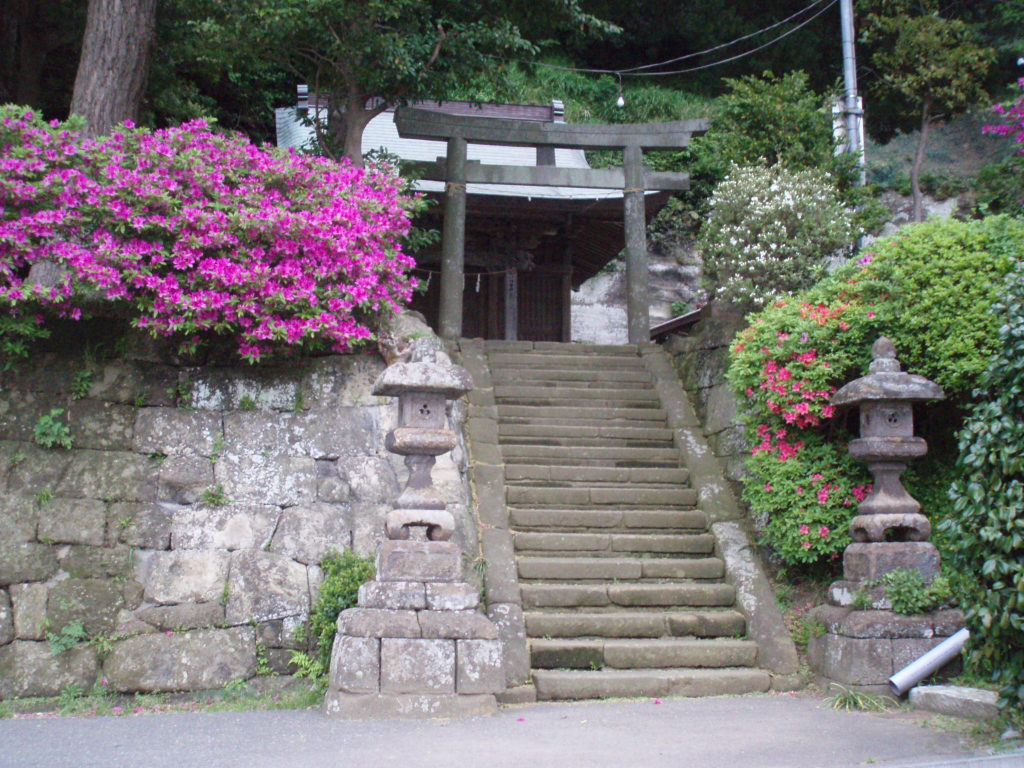
境内外観
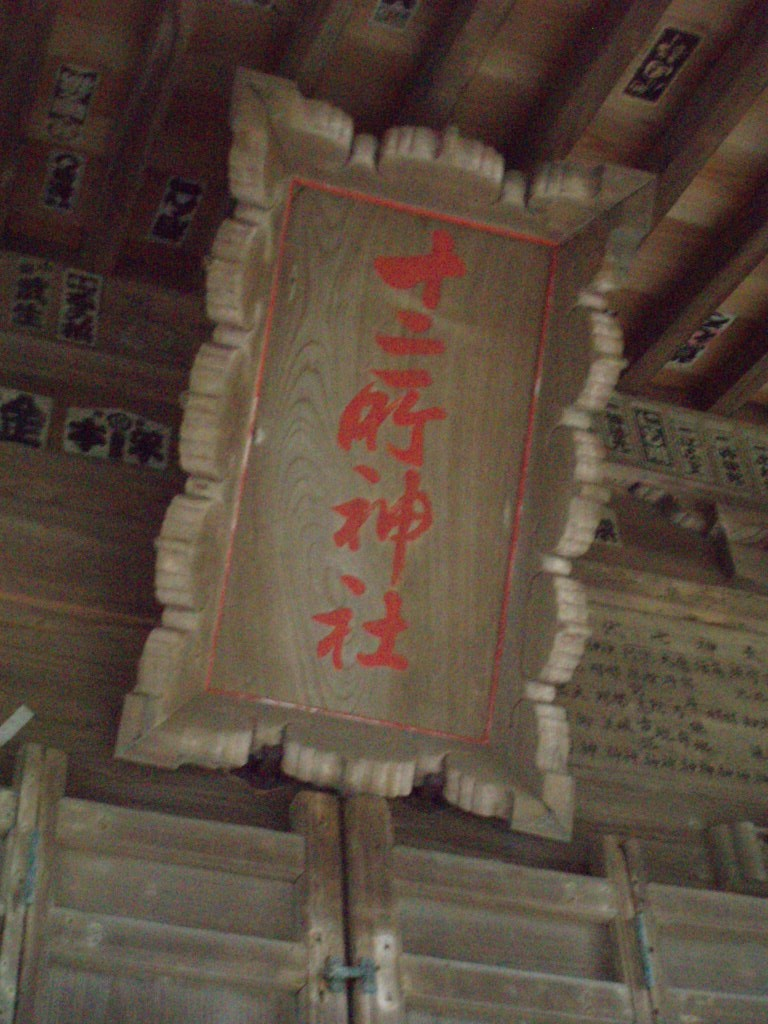
扁額

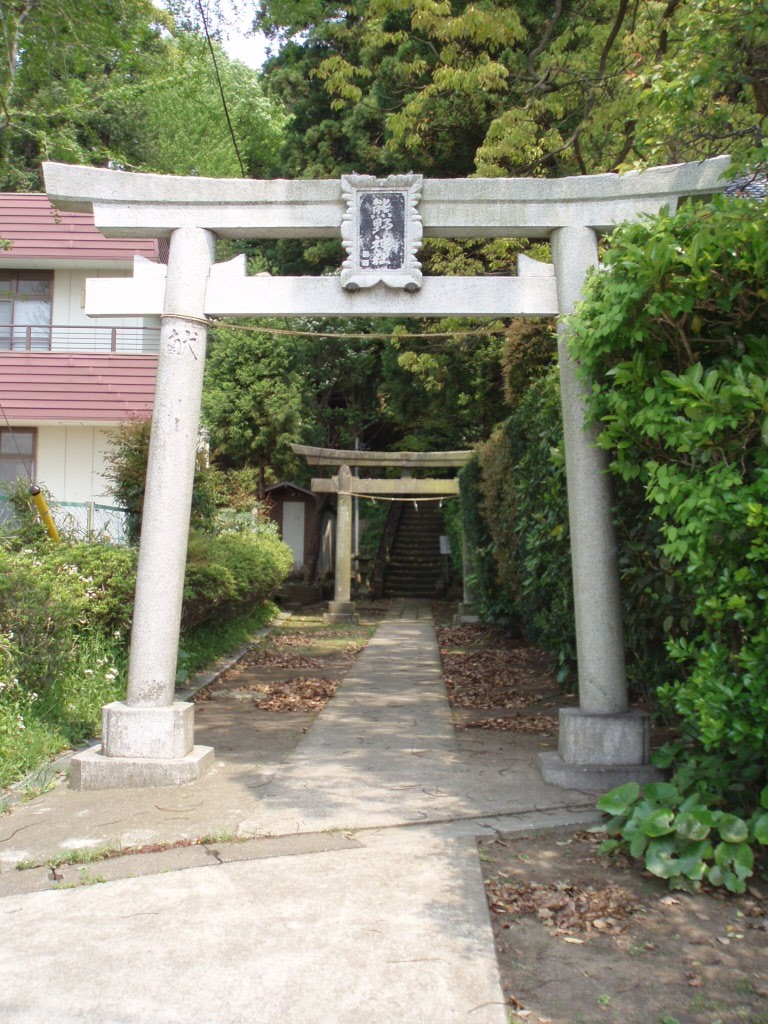
鳥居
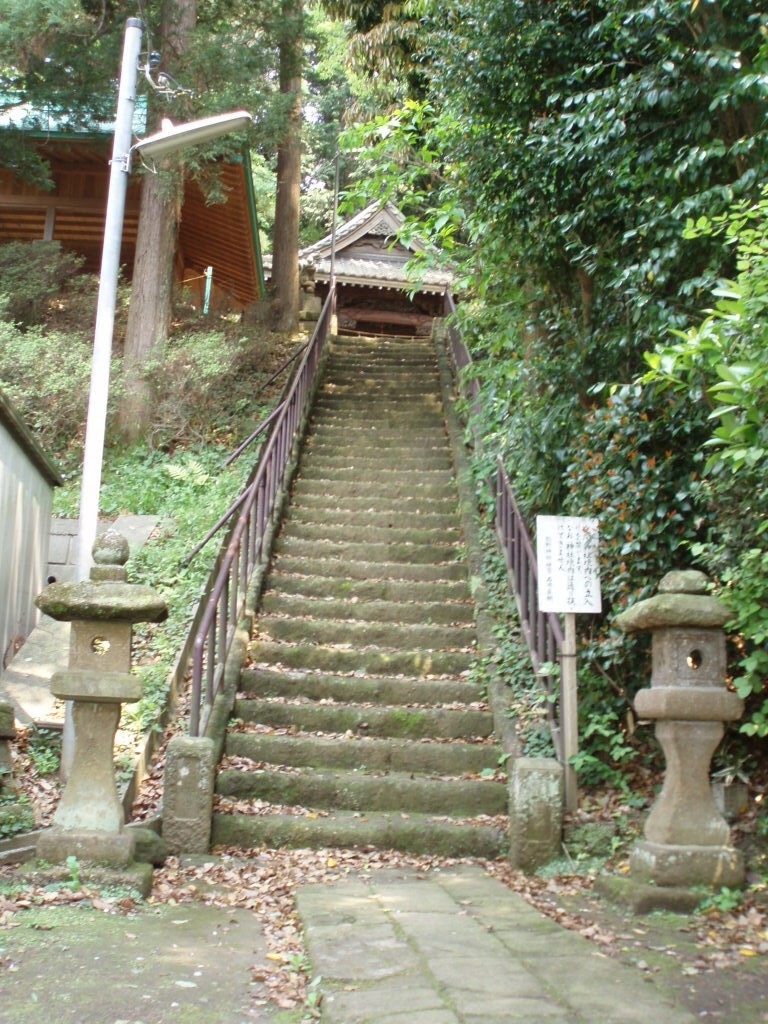
参道
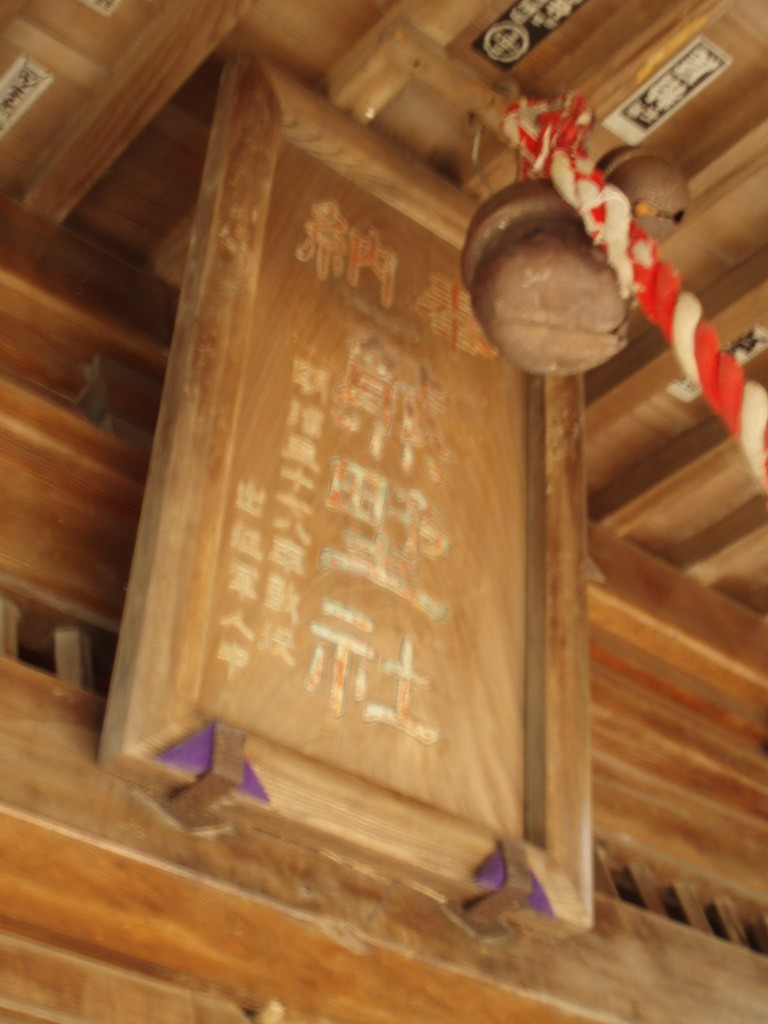
扁額
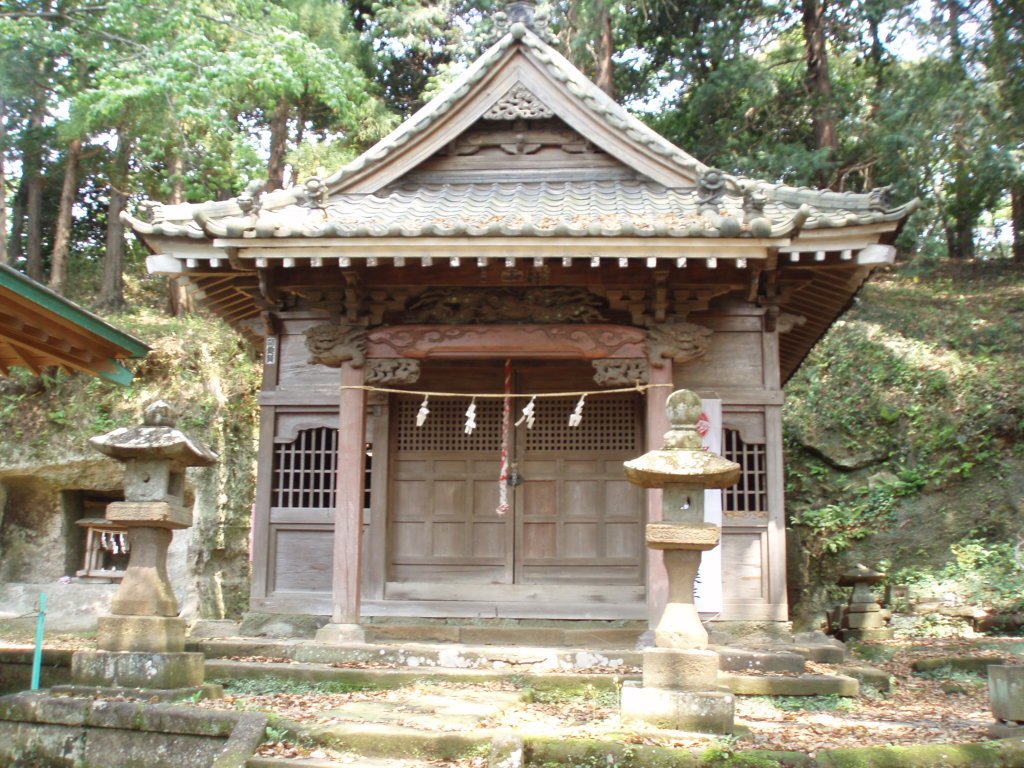
琴平宮
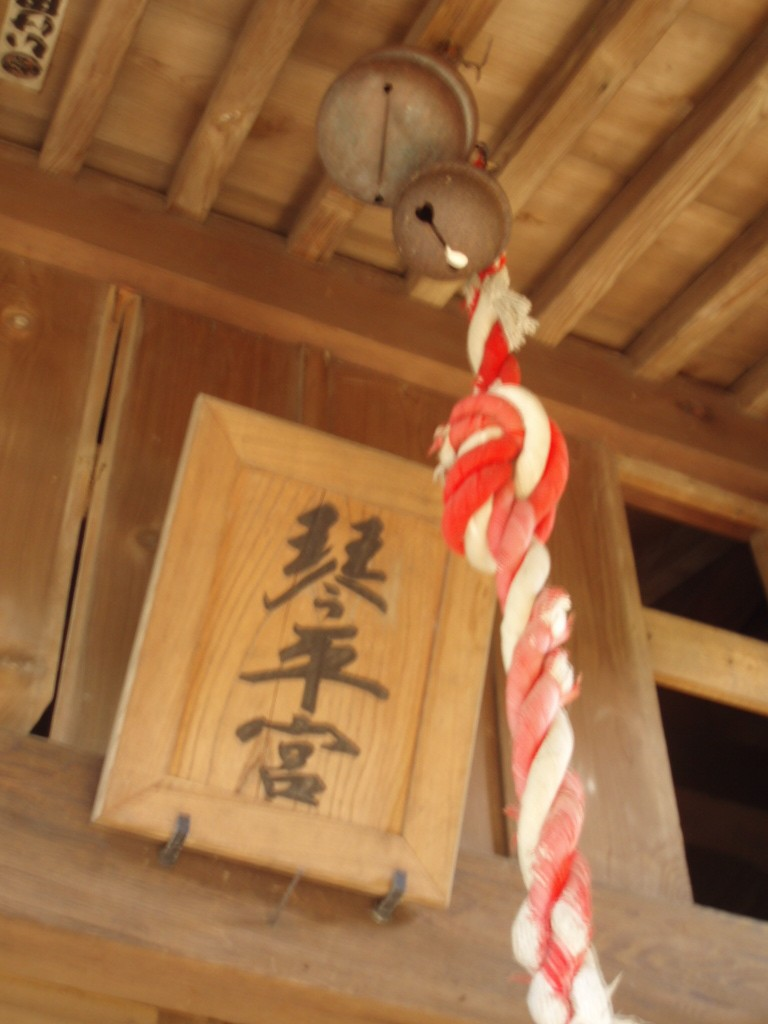
琴平宮の扁額
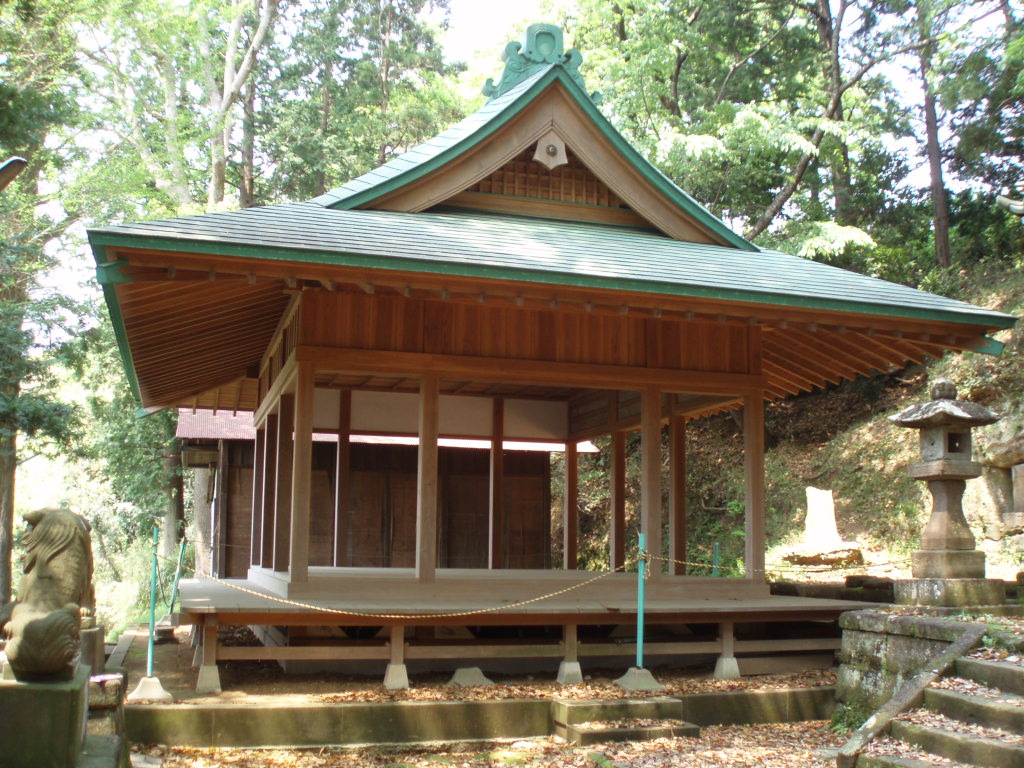
能舞台

江ノ電バス 鎖大師下車 徒歩3分

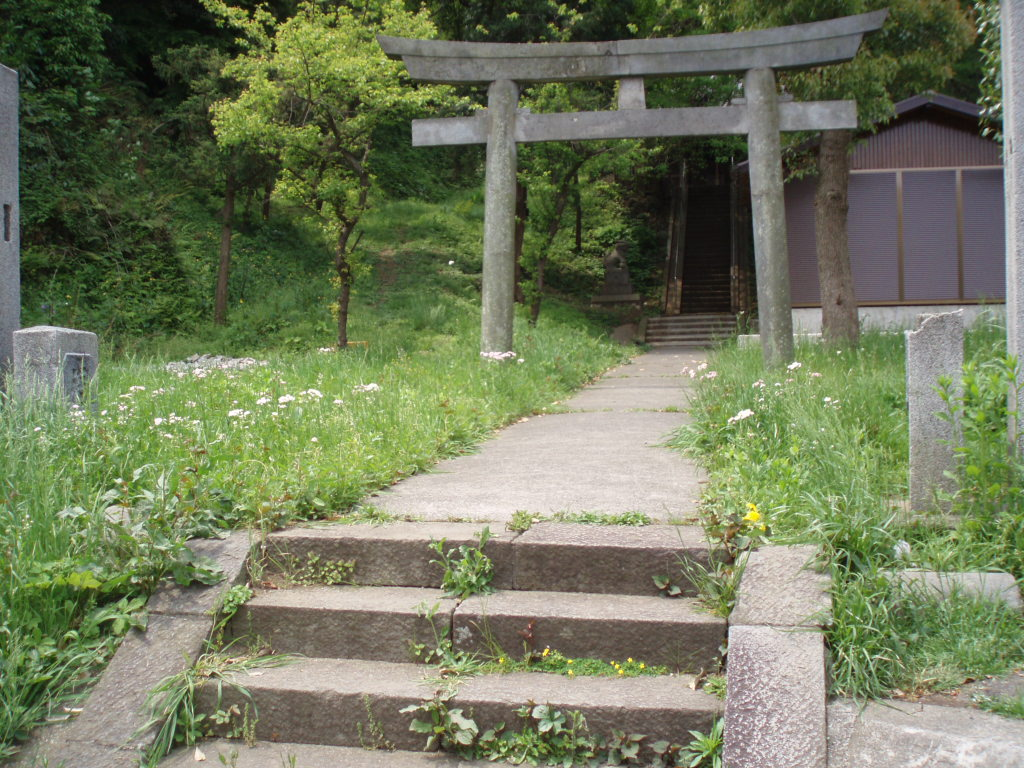
鳥居
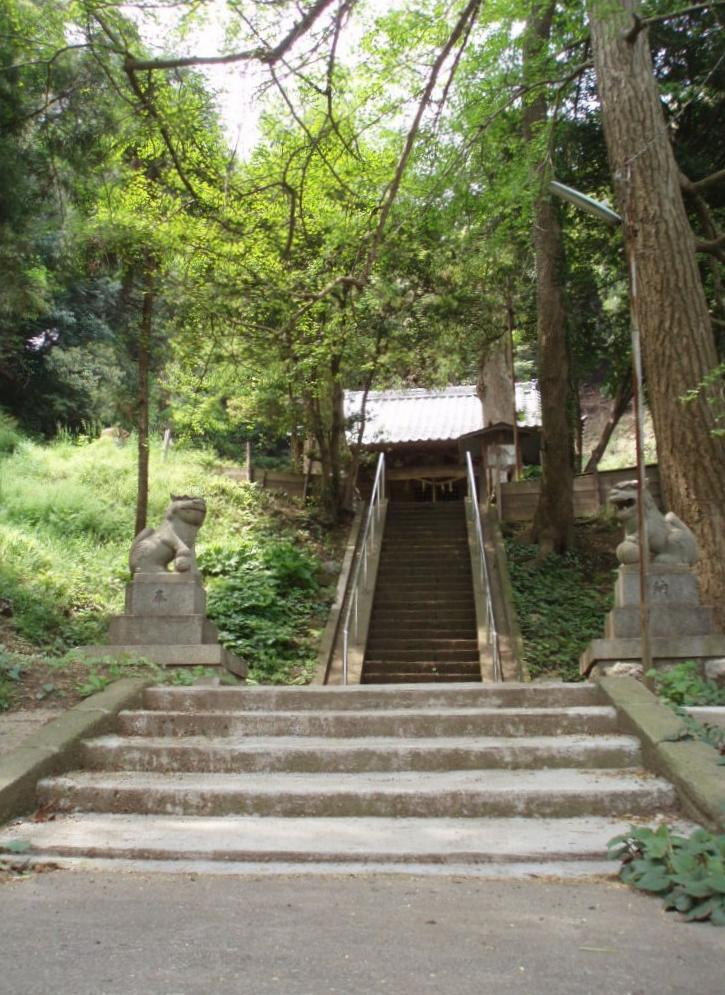
参道
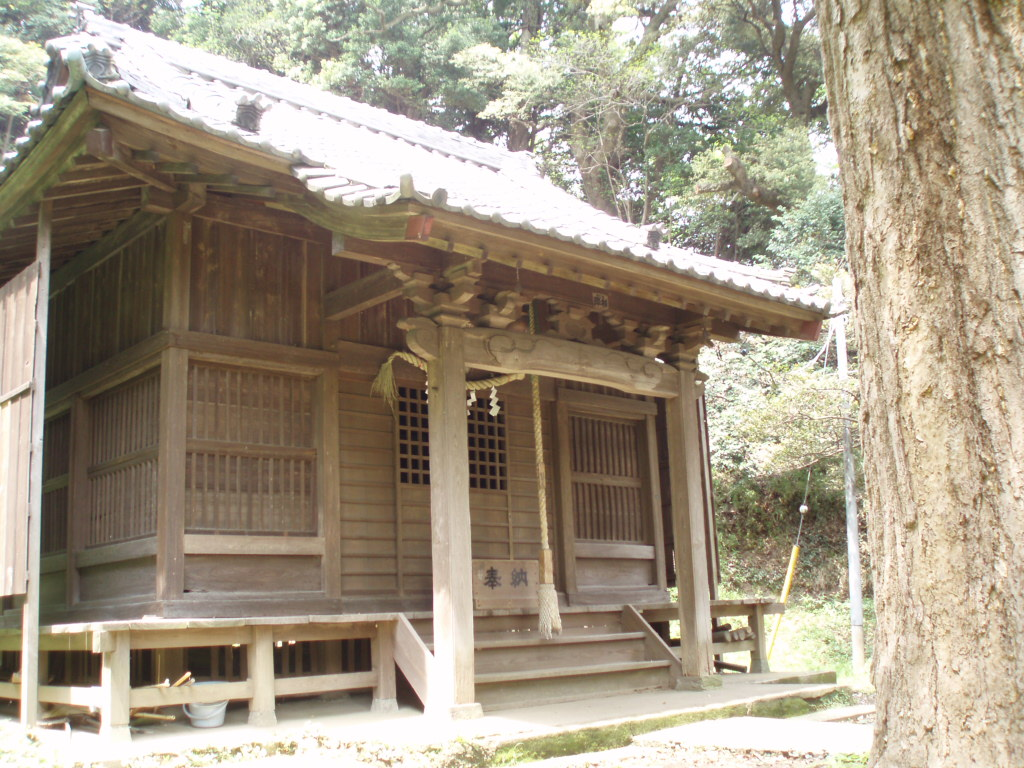
社殿
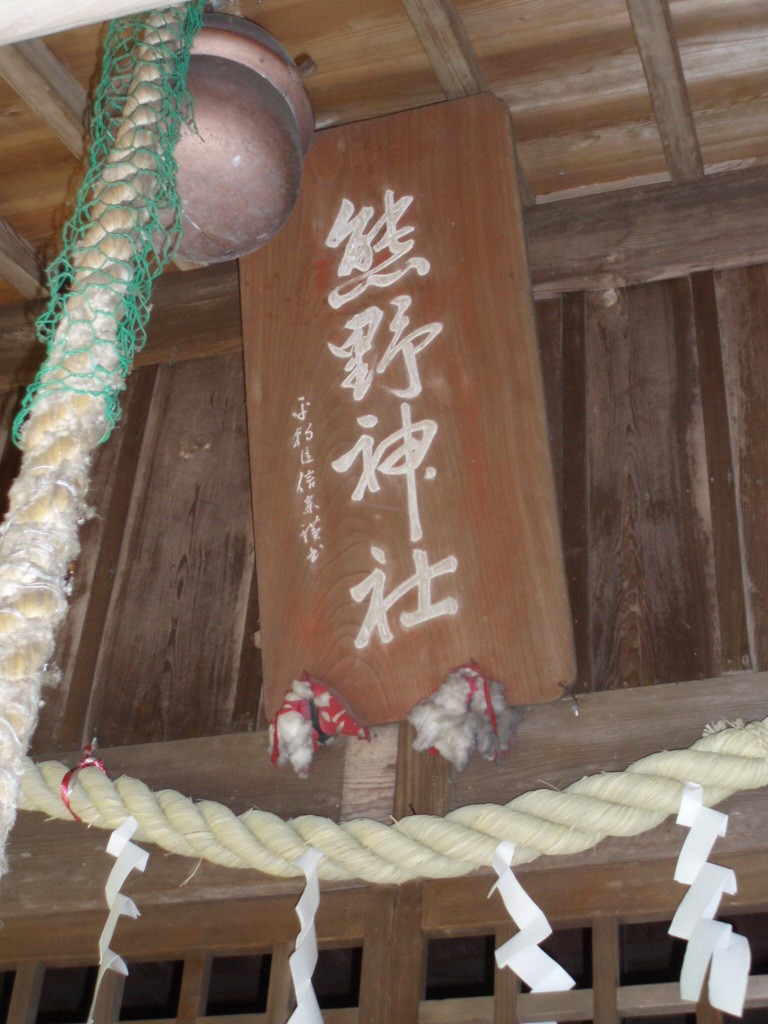
扁額

### 熊野新宮
熊野新宮（くまのしんぐう）は極楽寺の鎮守社。単に新宮社とも。極楽寺開山忍性の行跡を記した『忍性菩薩行状略頌』に文永6年（1269年）創建の記述が見られる。鎌倉幕府の崇敬を受けた。幕府滅亡後は足利氏の庇護の下に入り、建武2年（1335年）には足利直義が土地を寄進している。
極楽寺一帯には、もともと熊野新宮のほか、八雲神社と諏訪明神社の2社があったが、いずれも関東大震災で倒壊したため、1928年（昭和3年）に合祀された。関東大震災の折には、熊野新宮も損傷を受けており、1927年（昭和2年）に社殿が再建されている。

#### 交通機関
江ノ電 極楽寺駅下車 徒歩5分
- 鳥居
- 社殿

### 熊野神社 (浄明寺)
浄明寺の鎮守社。勧請の年代は詳らかではないが、応永年間（1394年～1427年）と永正年間（1504年～1521年）に社殿を再建したと伝えられている。『新編相模国風土記稿』には、
なる記述を見出すことが出来る。
このほか、文久3年（1863年）の再建時の棟札や嘉永7年（1854年）の銘が入った社号扁額が伝えられている。

#### 交通機関
京浜急行バス 浄明寺下車 徒歩5分
- 参道入り口
- 参道から境内をのぞむ
- 社殿

### 十二所神社
十二所神社（じゅうにそうじんじゃ）は十二所の鎮守社。近世期には十二天社（『新編相模国風土記稿』）・十二天明神社、または熊野十二所権現社とも称された。
創建年代は不詳。古くは、現在の光触寺境内にあったと伝えられる（『新編相模国風土記稿』）が、天保9年（1838年）に現在地に再建された。当時、別当寺院を務めていた明王院所蔵の記録『十二所権現社再建記』によると、この再建事業は、氏子三十余軒による土地・用材の寄進と土木開墾の奉仕によるものであるという。
明治新政府の神仏分離政策や廃仏毀釈の動きにより現社名に改称され、1837年（明治6年）、十二所地区の鎮守として村社に列せられた。
神社の名前は「じゅうにそう」だが、この神社の名を元にしたとされる周辺地域の地名は「じゅうにそ」であり、何故違うのかは不明。

#### 境内社
疱瘡神、宇佐八幡、地主神

#### 交通機関
京浜急行バス 十二所神社下車 徒歩1分
- 社殿
- 境内外観
- 扁額

### 熊野神社 (大船)
大船の鎮守社。『相模風土記』が伝えるところによれば、天正7年（1579年）、甘粕長俊が束帯姿の木像を勧請して祀ったという。木像の台座には長俊勧請の旨が記されている。明治期の神仏分離までは、隣接する真言宗寺院の多聞院が長らく別当を務めた。
甘粕氏は相模平氏の一族で、長俊は神仏への信心が篤いことで知られ、他にも永禄10年（1567年）、常楽寺の文殊菩薩像の修理も行っている。
神体の木像5躯が1994年（平成6年）10月11日、本殿が2004年（平成16年）11月17日、市の有形文化財に指定されている。2006年（平成18年）、収容されていた神像が盗難された。

#### 境内社
琴平宮

#### 交通機関
江ノ電バス 常楽寺下車 徒歩5分
- 鳥居
- 参道
- 扁額
- 琴平宮
- 琴平宮の扁額
- 能舞台